# Jörg Heinrich
Jörg Heinrich (ur. 6 grudnia 1969 w Rathenow) – niemiecki piłkarz grający na pozycji środkowego obrońcy lub defensywnego pomocnika. Od 1995 roku 37 razy wystąpił w reprezentacji Niemiec, z którą brał udział w mistrzostwach świata 1998.

## Sukcesy piłkarskie
- III miejsce w Bundeslidze w sezonie 1994–1995 z SC Freiburg
- mistrzostwo Niemiec 2002, III miejsce w Bundeslidze w sezonie 1996–1997, Puchar Mistrzów 1997 oraz finał Pucharu UEFA z Borussią Dortmund

W Bundeslidze rozegrał 205 meczów i strzelił 25 goli.
W reprezentacji Niemiec od 1995 do 2002 roku rozegrał 37 meczów – start w mistrzostwach świata 1998 (ćwierćfinał).